# 16.º Batallón Aéreo de Reemplazo
El 16.º Batallón Aéreo de Reemplazo (16. Flieger-Ersatz-Abteilung) fue una unidad de la Luftwaffe de la Alemania nazi.

## Historia
Fue formado el 1 de octubre de 1935 a partir del 6º Batallón Aéreo de Reemplazo. El 1 de abril de 1939 es redesignado como 16º Batallón de Instrucción Aérea.

## Comandantes
- Coronel Karl Köchy (1 de abril de 1938 - 28 de febrero de 1941)